# 晝田瑞希
晝田 瑞希（ひるた みずき、1996年4月12日 - ）は、日本のプロボクサー。岡山県岡山市出身。三迫ボクシングジム所属。現WBO女子世界スーパーフライ級王者。
現在のトレーナーは寺地拳四朗も担当する加藤健太。一部メディアでは「晝」が新字体の「昼」と表記される。みーみの名でTikTokerとしても活動している。

## 来歴

### アマチュア時代
岡山工業高校在学中にボクシングを始め、自衛隊体育学校に進む。2016年の全日本女子選手権フライ級で決勝まで進むが、2014年世界選手権銅メダリストの和田まどかに敗れ準優勝。
2017年8月、台北市カップ国際トーナメントに日本代表としてエントリーし銀メダル獲得。全日本選手権は自体校の後輩で後の東京オリンピック銅メダリストの並木月海を降すが、決勝は2年連続で和田に敗れ準優勝。
2018年には世界選手権出場を果たすが、2016世界選手権金メダリスト相手に初戦敗退。全日本選手権ではフライ級決勝で河野沙捺を破り初優勝。
2019年はフェザー級で全日本選手権優勝とともに最優秀選手賞も受賞。
12月に2020年東京オリンピックアジア・オセアニア予選出場権を懸けた「ボックスオフ」で入江聖奈と対戦するが、2-3の判定で敗れ東京オリンピックの夢は潰えてしまった。この敗戦を機に目標をプロの世界王者に変え、通算成績45戦29勝（13KO/RSC）16敗でアマチュアボクシングのキャリアを終えた。

### プロ時代
2021年3月、馬場龍成とともに自衛隊を除隊し三迫ジムに入門。5月のB級プロテストで合格を果たした。
10月15日、後楽園ホールにてそれまで4戦全勝だった山家七恵（中野サイトウ）との6回戦でプロデビューし、1回にダウンを奪い3-0判定で勝利。この試合は晝田を破って出場した東京五輪で金メダルを獲得した入江もリングサイドで観戦し、試合後に対面も果たした。
2022年4月12日、後楽園ホールにて東洋太平洋女子スーパーフライ級王者のぬきてるみ（井岡弘樹）とプロ2戦目にしてノンタイトル8回戦として対戦。初回から主導権を握るも7回に2度ダウンを奪われるが、逃げ切り3-0（76-74、77-73×2）判定で勝利。

#### 日本王座獲得
2022年9月1日、「Queens Crest2022」にて初のタイトル挑戦としてと柳井妃奈実（真正）との日本女子フライ級王座決定戦を予定していた。前日計量で晝田は一発パスしたものの、柳井は超過したため、試合は柳井が当日計量で契約体重の8％以内にすることを条件に許可され、晝田は勝利すると初タイトル獲得となる。試合は3-0の判定で勝利し、プロ3戦目で初タイトル獲得となった。日本女子王座としては千本瑞規の2戦に次ぐ歴代単独2位の記録。

#### 世界王座
2022年12月1日、小澤瑶生が引退により返上したWBO女子世界スーパーフライ級王座決定戦として、前日本バンタム級王者谷山佳菜子（ワタナベ）と対戦。終始ペースを握り続け、7回にはダウンも奪い10回3-0（99-90、100-89×2）大差の判定勝ちで王座獲得。プロ4戦目での世界王座獲得は富樫直美、佐伯霞と並んで日本人最速タイ記録となる。

##### 初防衛
初防衛戦前にアメリカ・ロサンゼルスでオスカル・バルデスらを育てたマニー・ロブレスの下で合宿を決行し、女子世界2階級王者のジェシカ・ボップとのスパーリングも経験した。
2023年6月13日、1位の指名挑戦者で元WBO女子アジア太平洋フライ級王者ケーシー・モートン相手に初防衛戦。試合前にエドガー・ハソ・トレーナーに「6回にKO勝ちできるよ」と激励され「その約束を守りたいと思います」と意気込んで臨んだが、初回にダウンを4度奪い1分3秒レフェリーストップTKOで初防衛を果たした。プロ初のKO勝利であるとともに日本女子の世界戦として初の初回KO勝利で小関桃が15年近く持っていた最短記録を塗り替えるとともに、男子を合わせても井上尚弥が持っていた日本選手の世界戦最短KO記録を更新した。

##### 2度目の防衛
2024年1月12日、『フェニックスバトル109』にてマイナー団体の世界王座経験者で江畑佳代子の持つWBO女子世界ミニマム級王座に挑戦した経歴を持つ朴智賢相手に2度目の防衛戦を行い、6回1分45秒TKO勝ちを収め2度目の防衛に成功した。

##### 3度目の防衛
2025年1月17日、プロ初となる海外戦としてアメリカ・カリフォルニア州ロサンゼルス郡コマースのコマース・カジノセンターにて行われた360プロモーションズ興行にて元WBA女子スーパーフライ級王者マリベル・ラミレスの挑戦を受けた。
前年11月にWBOよりカーラ・メリノとの対戦指令が下されたが、メリノが就労ビザを取得できなかったため相手が変更になり、UFCファイトパスを通じてグローバル配信されたこの試合は2回にダウンを奪った後、4回に晝田の打撃でラミレスの左目上をカットさせた上、8回に偶然のバッティングでラミレスの傷と出血が悪化したため8回42秒でドクターストップにより試合終了、3-0（80-71×2、79-72）の負傷判定勝ちで3度目の防衛に成功した。アメリカ進出を目指すために就労ビザを取得し、1年ぶりに臨んだ試合であった。なお、日本女子のアメリカでの世界戦勝利は2021年7月にロサンゼルスで藤岡奈穂子がWBA女子ライトフライ級の防衛戦に勝利して以来2度目、JBCライセンスを保持していない女子世界王者を含むと2023年12月にサンフランシスコで吉田実代が挑戦者としてIBF女子世界バンタム級タイトルマッチに勝利して以来3度目となった。

##### 4度目の防衛・日本女子初のリングマガジン王座獲得
2025年4月21日、自身のYouTube上で5月17日にコマースで1位のカーラ・メリノと4度目の防衛戦を行うことを発表した。試合は10回3-0（98-92×2、99-91）の判定で勝利し4度目の防衛に成功。日本女子で初めてアメリカでの世界戦における2勝目を挙げた。また、この試合で日本女子初となる「ザ・リング」認定ベルトも獲得し、同時にBoxRecの女子スーパーフライ級でのレーティングで208人中1位となり記念Tシャツも受け取った。

##### 5度目の防衛
2025年8月15日、カリフォルニア州サンタ・イネスのチュマッシュ・カジノ・リゾートでWBO女子世界スーパーフライ級8位のナオミー・カルデナスと5度目の防衛戦かつ3戦連続となるアメリカでの試合を行い、前日計量を晝田はパスしたもののカルデナスは計量失格となったため、晝田は勝利か引き分けで王座防衛、敗戦で王座剥奪になる変則ルールとなったが、10回3-0（100-90×2、98-92）の判定を制し5度目の防衛に成功、試合後のリングで晝田と共に練習した親友でもあり同年8月8日にリング禍で命を落とした神足茂利について言及し、涙を流した。

## 人物
- 5歳から小学校6年生まで器械体操を経験した[33]。
- 利き手は右手だが、高校時代にボクシング部の指導でサウスポーとなった[33]。
- 競輪選手の晝田宗一郎は弟[TW 1]。
- 鳥取県出身の入江聖奈とは隣県同士のため、晝田の高校時代に当時中学生だった入江が岡山に練習で訪れ、スパーリングで手を合わせたことがあり、お互いに「やられた」と号泣した[34]。
- アマチュア時代、並木月海とは2度対戦して2勝している[35]。
- 2代前の世界王者であり、三迫ジムで同僚だった吉田実代とは週1回、晝田が在籍していた自衛隊体育学校で練習を共にしたことがあった[36]。
- 東京オリンピック期間は「辛かった。開会式も他競技も見られなかった」としていたが、閉会後は「全部、乗り越えた気持ちになれました」と言い、金メダルを獲得した入江に対し「すごいことを成し遂げて、リスペクトをしている。自分に勝った選手が金メダルを取ったとポジティブに考えられた。一つの負けの重みが自分の体で感じられた。今は負けたくない気持ちが強い」と考えるようになった[37]。
- 除隊から5時間後には髪を赤く染め[1]、試合前日までにはピンク色に染めた[38]。染めた理由については「名前の漢字がすごく難しいので、名前を覚えていなくてもわかる特徴があればいいなと思って」「ピンクは『愛情』とか『ハッピーな言葉』を連想できる色」「岡山出身なので、桃の色もピンクなので」と語っている[39]。
- デビュー戦はフリルの付いたピンクのド派手コスチュームを着用し、衣装代は約30万円にも上った[40]。
- 自衛隊の寮の中でテントを広げてキャンプ気分を味わったこともあるほどのキャンプ好き[41]。
- 2023年6月より自衛隊時代の恩師である須佐勝明が埼玉県朝霞市に開設したアマチュアジムであるSUSA GYMのトレーナーに就任した[42]。
- 好きなボクサーはアリシア・バウムガードナー[TW 2]、芸能人は仲里依紗[INS 1]。

## 戦績
- アマチュアボクシング：45戦 29勝 (13KO/RSC) 16敗。
- プロボクシング：9戦 9勝 (2KO) 無敗

| 戦           | 日付           | 勝敗 | 時間    | 内容         | 対戦相手                 | 国籍           | 備考                                  |
| ------------ | -------------- | ---- | ------- | ------------ | ------------------------ | -------------- | ------------------------------------- |
| 1            | 2021年10月15日 | ☆    | 6R      | 判定 3-0     | 山家七恵（中野サイトウ） | 日本           | プロデビュー戦                        |
| 2            | 2022年4月12日  | ☆    | 8R      | 判定 3-0     | ぬきてるみ（井岡弘樹）   | 日本           |                                       |
| 3            | 2022年9月1日   | ☆    | 6R      | 判定 3-0     | 柳井妃奈実（真正）       | 日本           | 日本女子フライ級王座決定戦            |
| 4            | 2022年12月1日  | ☆    | 10R     | 判定 3-0     | 谷山佳菜子（ワタナベ）   | 日本           | WBO女子世界スーパーフライ級王座決定戦 |
| 5            | 2023年6月13日  | ☆    | 1R 1:03 | TKO          | ケーシー・モートン       | アメリカ合衆国 | WBO防衛1                              |
| 6            | 2024年1月12日  | ☆    | 6R 1:45 | TKO          | 朴智賢                   | 韓国           | WBO防衛2                              |
| 7            | 2025年1月17日  | ☆    | 8R 0:42 | 負傷判定 3-0 | マリベル・ラミレス       | メキシコ       | WBO防衛3                              |
| 8            | 2025年5月17日  | ☆    | 10R     | 判定 3-0     | カーラ・メリノ           | アルゼンチン   | WBO防衛4・リングマガジン王座獲得      |
| 9            | 2025年8月15日  | ☆    | 10R     | 判定 3-0     | ナオミー・カルデナス     | メキシコ       | WBO防衛5                              |
| テンプレート |                |      |         |              |                          |                |                                       |

## タイトル
アマチュアボクシング
- 第15回全日本女子ボクシング選手権大会フライ級 準優勝
- 第16回全日本女子ボクシング選手権大会フライ級 準優勝
- 第17回全日本女子ボクシング選手権大会フライ級 優勝
- 2019年全日本女子ボクシング選手権大会フェザー級 優勝（MVP獲得）

プロボクシング
- 日本女子フライ級王座（防衛0=返上）
- WBO女子世界スーパーフライ級王座（防衛5）
- リングマガジン女子世界スーパーフライ級王座

## 受賞歴
- 山陽新聞体育賞[43]
- 岡山スポーツ賞[44]
- 2022年度女子最優秀選手賞・女子年間最高試合賞[45]

## 出演
- バラいろダンディ（TOKYO MX、2022年5月18日放送）
- レッドシューズ祭り（YouTube、2023年2月配信）
- トリンプ ブランドムービー（2023年5月 - ）
- あのクズを殴ってやりたいんだ（TBS、2024年10月8日 - 12月10日） - 市原香織 役[46]